# Toyota Aurion
Toyota Aurion — середньорозмірний автомобіль виробництва Toyota в Австралії та деяких частинах Азії з 2006 року. Автомобіль збудований на основі Toyota Camry. Зміни в основному обмежуються переглянутою передньою і задньою частинами автомобіля, поряд зі змінами в інтер'єрі. Aurion також продається в більшості країн Східної і Південно-Східної Азії під назвою Toyota Camry. В Австралії і на Близькому Сході Aurion продається паралельно з оригінальною версією Camry. На попередніх двох ринках, машина замінила Avalon.

## Перше покоління (XV40, 2006-2012)

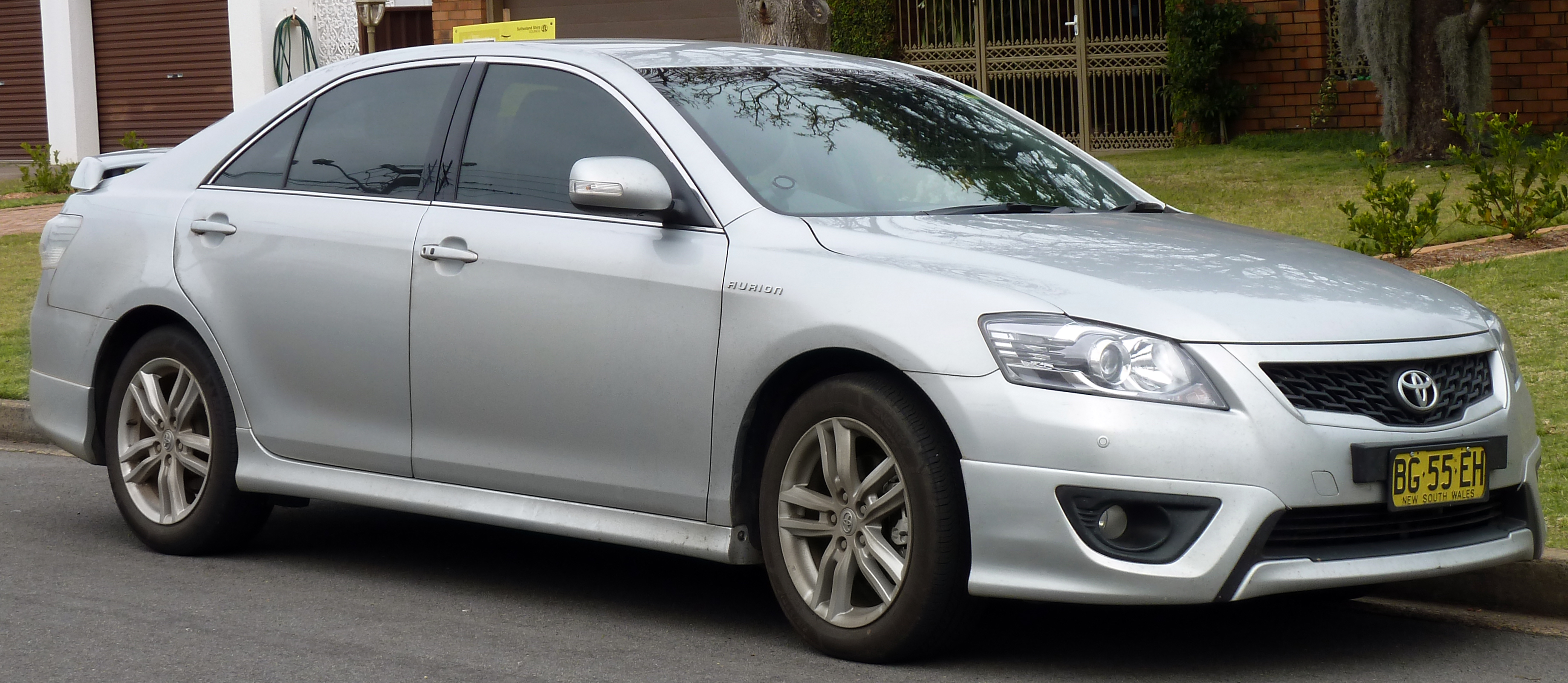
Toyota Aurion 1 Sportivo ZR6

Перше покоління Aurion було у продажу з 2006 по 2012 рік. На деяких ринках цей автомобіль називається Camry "престиж". Aurion відрізняється від Camry великою кількістю компонентів, двигунами, трансмісіями, зміненою передньою і задньою частинами, а також деталями інтер'єру.
Існують наступні різновиди Toyota Aurion: AT-X, Sportivo SX6, Sportivo ZR6, Prodigy та Presara. Нова Зеландія позначення моделі: AT-X, Touring і Sportivo SX6.

## Друге покоління (XV50, 2012-2017)

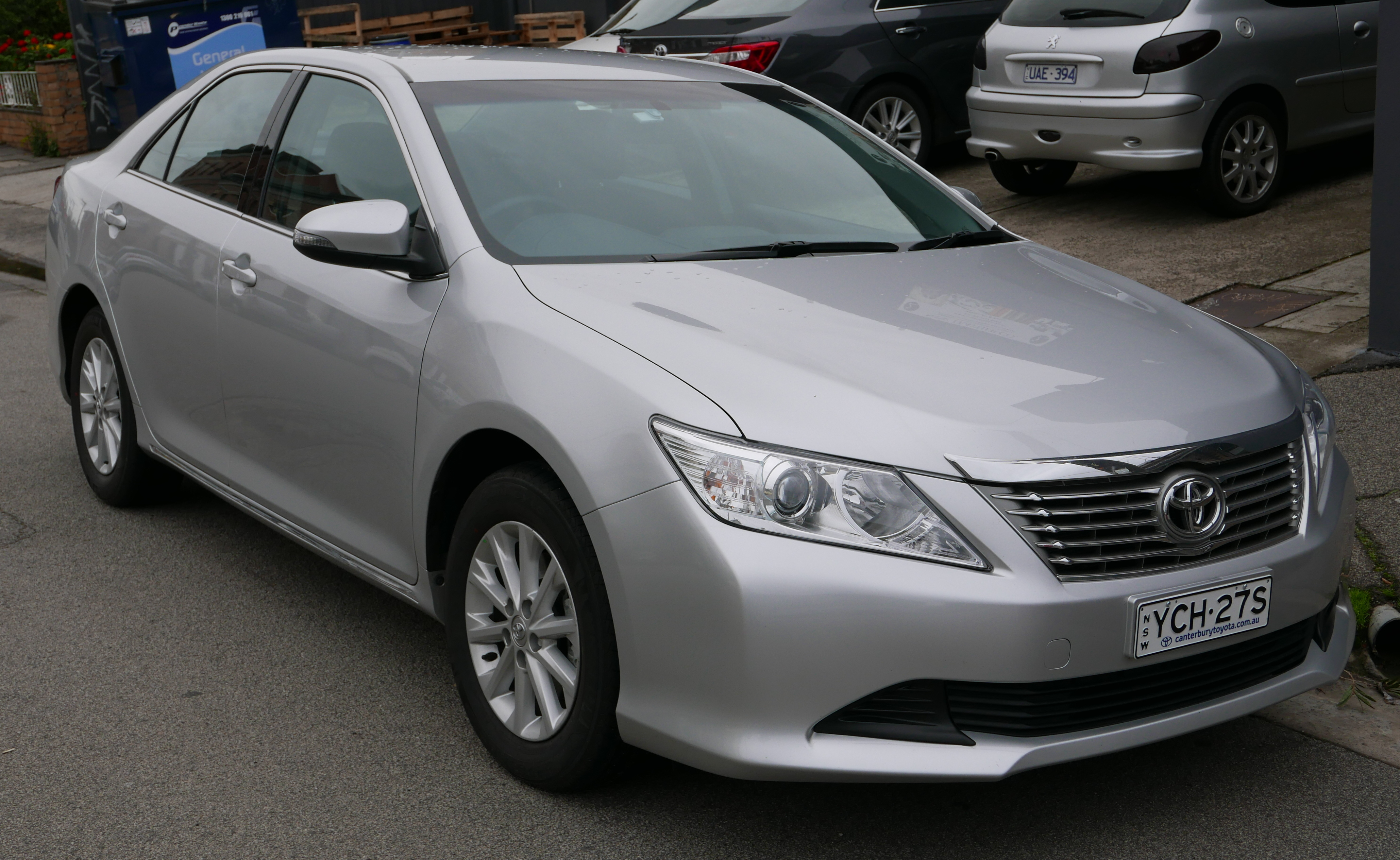
Toyota Aurion 2

В квітні 2012 року вийшов Aurion другого покоління в Австралії та Новій Зеландії. Ця модель знову збудована на основі Camry і являє собою аналог Camry для українського і російського ринків. Всі нові моделі Camry були доступні для деяких азійських і європейських ринках, з 2011 року.
На даний момент існують наступні комплектації автомобіля: AT-X, Sportivo SX6, Prodigy, Sportivo ZR6, Presara. Основними конкурентами седана є Calais V, Mondeo Titanium і Mazda 6 Atenza. 
Стандартна комплектація Toyota Aurion включає в себе: 17-дюймові литі диски, безключовий доступ, кнопку запуску двигуна, сенсорні двірники, двозонний клімат-контроль, шкіряну обшивку, 7-дюймовий сенсорний екран супутникову навігацію з додатком Toyota Link, преміум аудіосистему JBL з 10 динаміками, камеру заднього виду, передній і задній парктроніки, систему моніторингу сліпих зон, автоматичні фари, автоматичні фари дальнього світла і систему контролю смуги руху. Залежно від комплектації, Toyota Aurion може оснащуватися наступним обладнанням:
- люком на даху;
- світлодіодною оптикою;
- адаптивним круїз-контролем;
- автономною гальмівною системою екстреного гальмування[1].

## Продажі
| Рік                     | Авто   |
| ----------------------- | ------ |
| 2006 (листопад–грудень) | 3,037  |
| 2007                    | 22,036 |
| 2008                    | 19,562 |
| 2009                    | 13,910 |
| Всього                  | 58,545 |